# Bondy
Bondy – miejscowość i gmina we Francji, w regionie Île-de-France, w departamencie Sekwana-Saint-Denis. Jest przedmieściem Paryża. Większość ludności miasta jest pochodzenia algierskiego i marokańskiego.
Według danych na rok 1995 gminę zamieszkiwało 47 084 osób, a gęstość zaludnienia wynosiła 8533 osób/km² (wśród 1287 gmin regionu Île-de-France Bondy plasuje się na 37. miejscu pod względem liczby ludności, natomiast pod względem powierzchni na miejscu 644.).

## Administracja
Bondy jest podzielone na dwa kantony:
- Kanton Bondy-Nord-Ouest 24 953 mieszkańców (53,3%)
- Kanton Bondy-Sud-Est 21 873 mieszkańców. (46,7%)

## Ludzie związani z Bondy
- Muriel Hurtis-Houairi, ur. 25 marca 1979 w Bondy – francuska lekkoatletka, sprinterka
- Kylian Mbappé, ur. 20 grudnia 1998 w Paryżu, wychował się w Bondy – piłkarz, reprezentant Francji
- Randal Kolo Muani ur. 5 grudnia 1998 w Bondy – piłkarz, reprezentant Francji
- William Saliba ur. 24 marca 2001 w Bondy – piłkarz, reprezentant Francji

Położenie Bondy w ramach aglomeracji paryskiej